# Mazan-l'Abbaye
Mazan-l'Abbaye é uma comuna francesa na região administrativa de Auvérnia-Ródano-Alpes, no departamento de Ardèche. Estende-se por uma área de 44,79 km². Em 2010 a comuna tinha 123 habitantes (densidade: 2,7 hab./km²).